# Брезирування

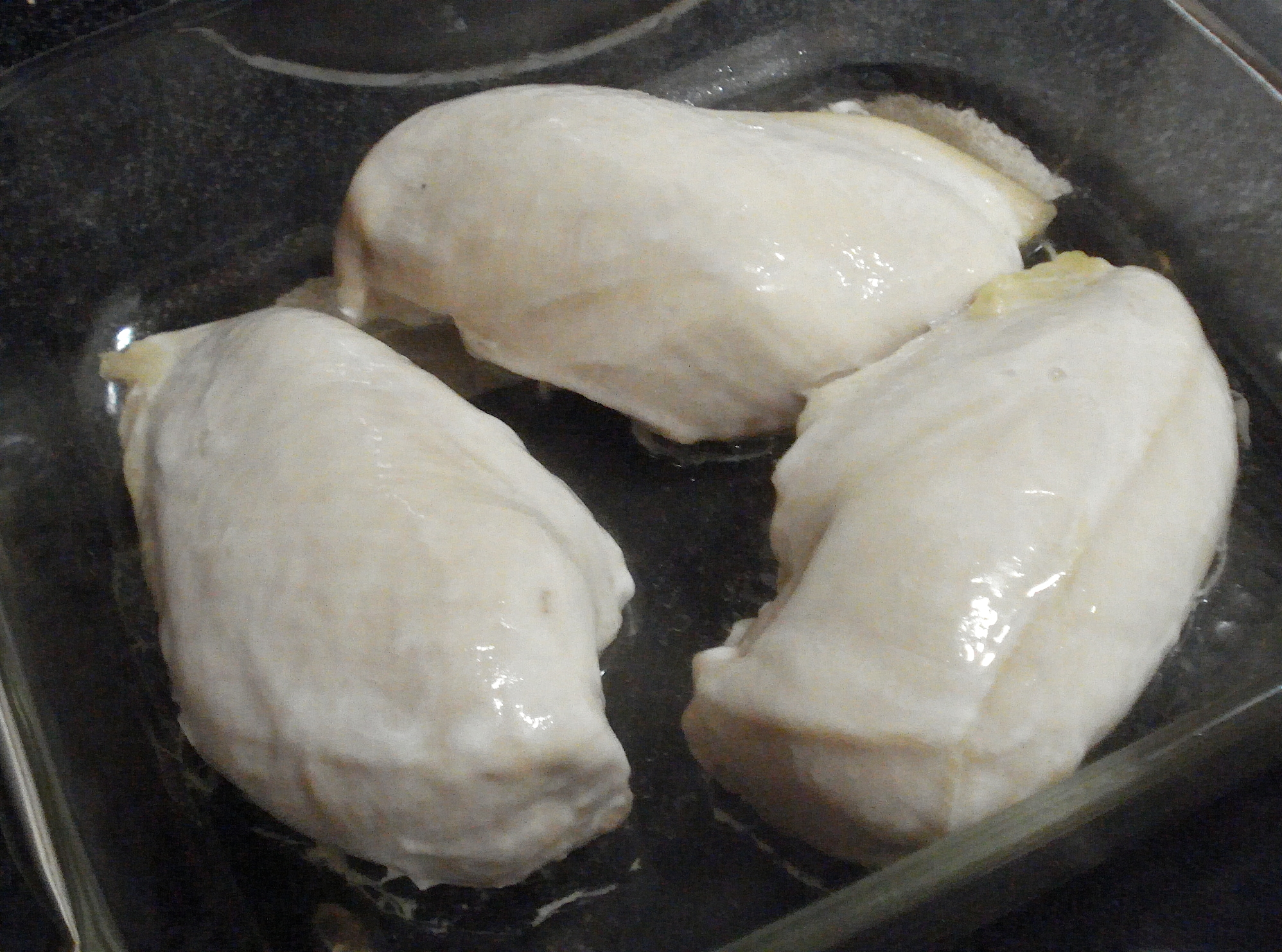
Брезирування курячих грудок у формі для запікання

Брезирува́ння (брезерува́ння) — техніка приготування їжі, за якої продукт спочатку припускають, тобто варять з невеликою кількістю бульйону з жиром (брезом), а потім обсмажують у духовці (глазурують). Брез утворюється під час варіння бульйонів. Брезовані м'ясні продукти більш соковиті, ніж тушковані. Після брезирування можна залити рідину (фон) і продукт знову обсмажити в духовці, поливши жиром, що залишився від брезирування.